# Groupe des républicains de gouvernement
 (décembre 2020).
Si vous disposez d'ouvrages ou d'articles de référence ou si vous connaissez des sites web de qualité traitant du thème abordé ici, merci de compléter l'article en donnant les références utiles à sa vérifiabilité et en les liant à la section « Notes et références ».
Le Groupe des républicains de gouvernement est un groupe parlementaire formé par les républicains opportunistes, représenté à la Chambre des députés entre 1893 et 1898, sous la Troisième République.

## Historique

### Création (1893-1894)
Le Groupe des républicains de gouvernement est créée à l’issue des élections législatives de 1893. Il réunit les anciens groupes de l’Union républicaine et l’Union démocratique, ainsi que les Républicains progressistes, regroupés dans l'Union des gauches depuis 1885. Le groupe est composé de 311 députés et devient le premier groupe de la Chambre et permet de former la plupart des gouvernements de la législature. De plus, le Sénat est aussi contrôlé par les républicains modérés ainsi que les présidents de la République entre 1887 et 1899. De plus, le groupe met en avant une nouvelle génération d'élu venant de la haute bourgeoisie comme Raymond Poincaré et Charles Jonnart.
Le groupe n'est cependant pas homogène, et la question de l'alliance avec les radicaux ou avec les ralliés divise. C'est pour cette raison que la législature est composée de six gouvernements, dont l'un n'est pas progressiste .

### Gouvernement Méline (1894-1898)
À la suite du Ralliement et de l'affaire Dreyfus, la famille des républicains progressiste se déchire, provocant plusieurs scissions du groupe par les membres de son aile gauche :
- l'Union progressiste (40 membres) en 1894[3]
- les Républicains de gauche en 1898

Ces deux mouvances se regroupent au sein de l'Alliance républicaine démocratique en 1902 et participent à la coalition du Bloc des gauches avec les radicaux et quelques socialistes indépendants.
Malgré la première scission en 1894, le groupe parvient à construire autour de Jules Méline un gouvernement centriste avec un soutien de la droite ralliée, mais aussi indirectement par celle non ralliée. C'est notamment possible en raison des évolutions idéologiques des libéraux qui accepte une plus grande intervention de l'État pour s'adapter au contexte socio-économique. Sous ce gouvernement Méline, et en prévision des prochaines élections, des appels à une unité complète des progressistes sont faits notamment par la fondation du Grand cercle républicain.
S'il y a une certaine continuité sur de nombreux sujets avec les opportunistes, la colonisation, la non-intervention dans le domaine social et le protectionniste notamment, deux importantes inflexions se mettent en place. D'abord face à l'extrême-gauche. En raison de la montée du socialisme, ce mouvement devient le principal adversaire, face à une droite faible et divisée avec le Ralliement. Il s'agit alors de le combattre par la propagande et les idées mais aussi par la répression des mouvements sociaux, qui conduit à la radicalisation des anarchistes et en censurant leur presse, touchant le plus souvent aussi les socialistes qui se rapprochent alors des radicaux.
Dans le même temps, les progressistes se rapprochent des catholiques à partir de 1894 avec l'Esprit nouveau, de lutter contre les fanatismes, les sectaires mais dans un esprit de tolérance. Cette démarche conduit à la scission de l'aile gauche. Cependant, cette ligne est modérée sous Ribot avec une loi fiscale sur les congrégations religieuses, cherchant à trouver l'équilibre entre les intérêts de l'État et les relations avec l'Église. Cependant, sous Méline, la politique anticléricale est arrêtée.
Les républicains de gouvernement se renomme le groupe Républicains progressistes à partir de 1898 et se place désormais dans l'opposition en se rapprochant des conservateurs ralliés.